# 郷村断層

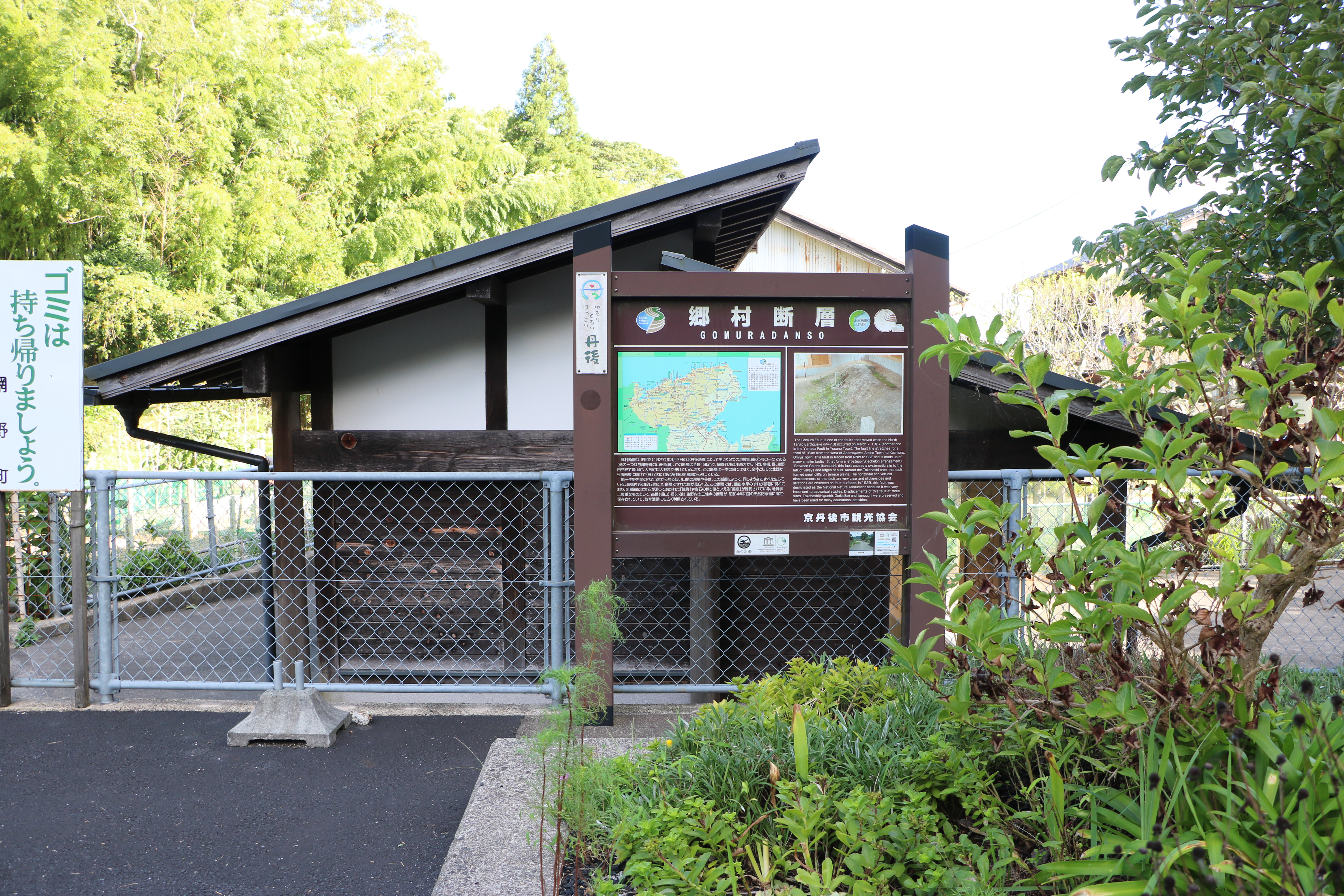
郷村断層（樋口地区）保存展示施設。2019年9月8日撮影。

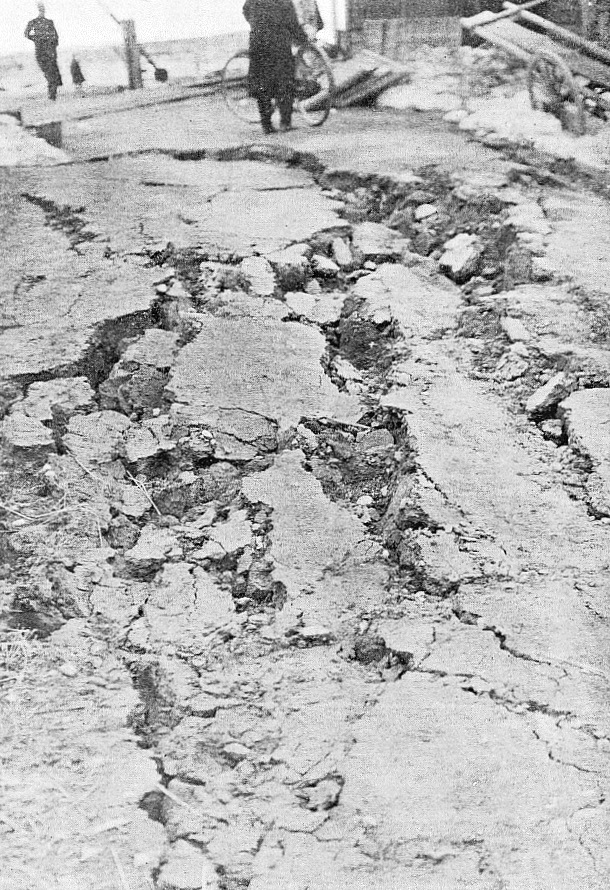
北丹後地震

郷村断層（ごうむらだんそう、ごうそんだんそう）は、京都府京丹後市（旧竹野郡郷村 → 網野町）にある地震断層。国指定の天然記念物（1929年指定）。1927年（昭和2年）3月7日に発生した北丹後地震によって地表に現れた全長18kmの断層である。郷-公庄間の道路には、上下0.6m、左右2.5mの食い違いを生じた跡がある。

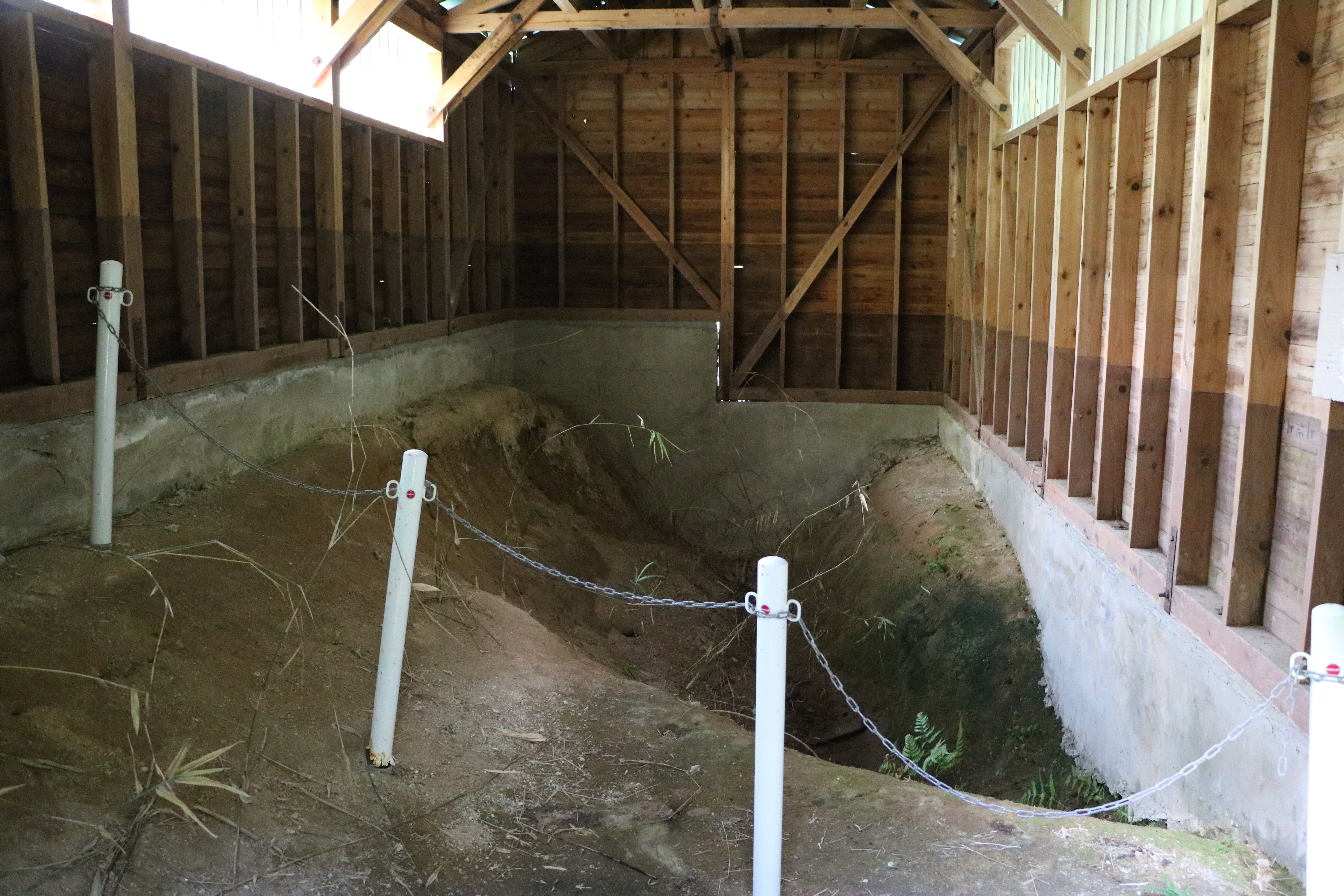
郷村断層（生野内地区）保存展示。2019年9月8日撮影。
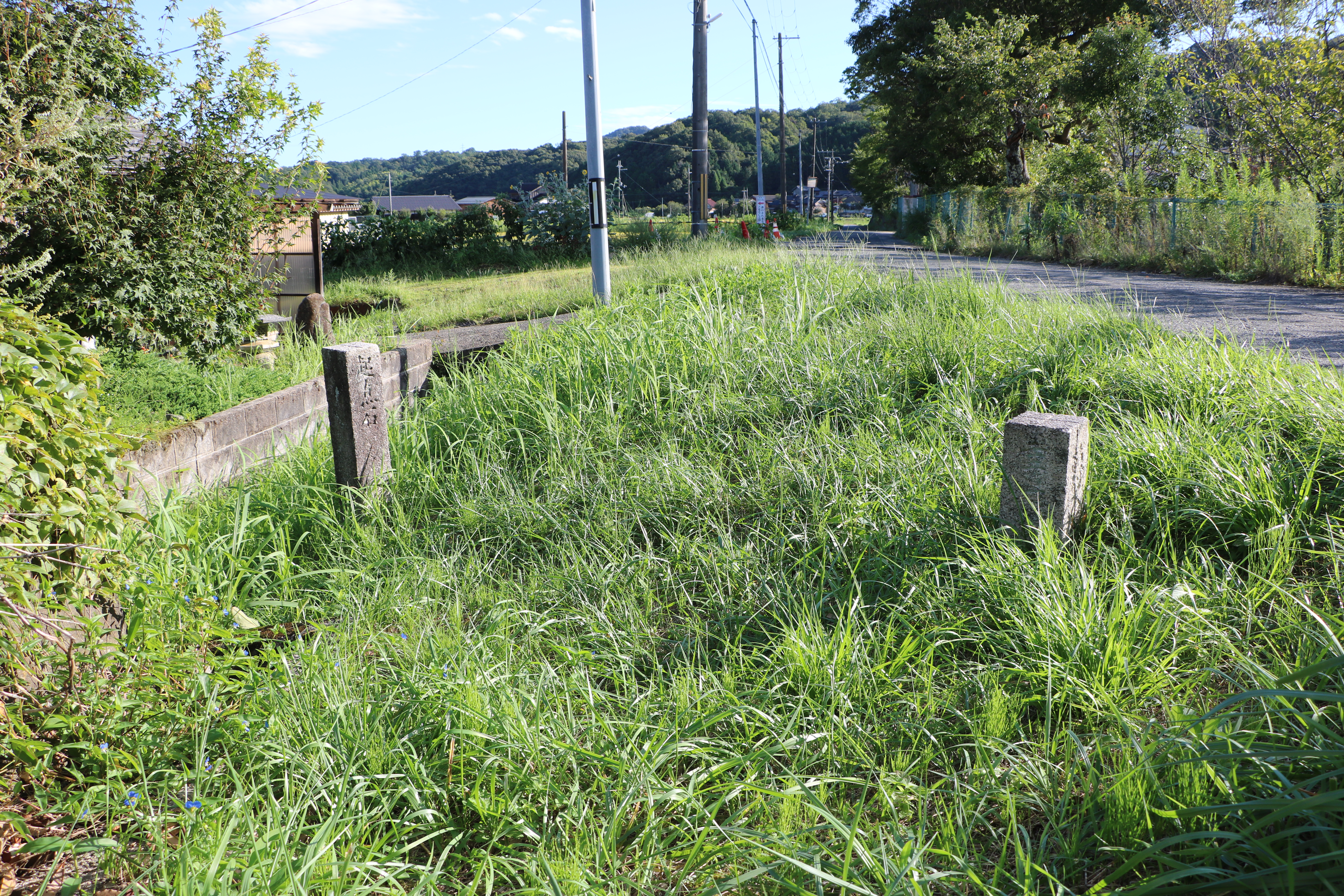
郷村断層（小池地区）。2つの石碑間に260センチメートルの水平方向のズレ（Strike Slip）が生じている。2019年9月8日撮影。